# Power Jets W.2
Le Power Jets W.2 était un turboréacteur britannique, conçu par Frank Whittle et sa compagnie, la Power Jets (Research and Development) Ltd.. Comme le précédent Power Jets W.1, sa configuration « en trombone » comprenait un compresseur centrifuge unique à double entrée, des chambres de combustion de type reverse flow (à flux inversé) et une turbine axiale refroidie par circulation d'air.

## Conception et développement
En 1940 l'Air Ministry signa un contrat avec la Gloster Aircraft Company pour la conception de prototypes pour un nouveau chasseur bimoteur, sous l'Operational Requirement (requête opérationnelle) « F.9/40 », qui devint ensuite le Gloster Meteor. Au même moment, la firme Power Jets fut autorisée à concevoir un nouveau moteur, afin de propulser le futur appareil.
Le W.2 fut produit sous contrat par la compagnie Rover, au début des années 1940, mais son développement fut très lent, en raison de tensions entre les équipes de Power Jets et de Rover. Toutefois, à la fin 1942, Rover accepta d'échanger son usine de moteurs de Barnoldswick, dans le Lancashire, pour l'usine de Rolls-Royce de Nottingham, sans la moindre transaction financière. Depuis, et à la demande du gouvernement, Rolls-Royce assura le contrôle du projet W.2, Frank Whittle et son équipe agissant comme conseillers et consultants. Ensemble, ils étudièrent les différents problèmes du W.2 puis parvinrent finalement à le produire en série, sous la forme d'une version de 7,12 kN portant la dénomination de Welland. Ces moteurs furent installés dans les Gloster Meteor F Mk.1 et les premiers exemplaires de leur version F Mk.3, et entrèrent en service en 1944.

## Versions

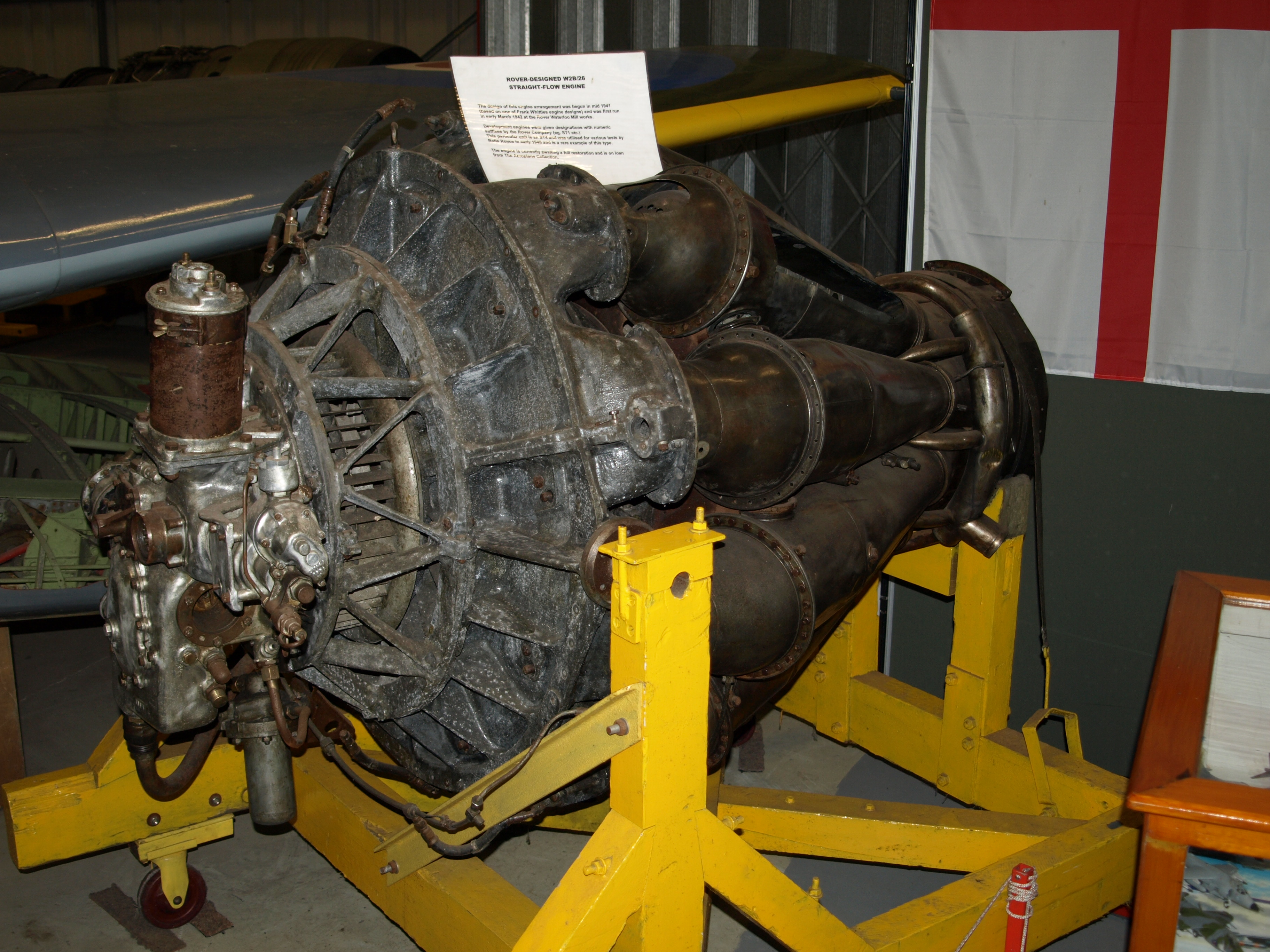
Un Rover W.2B/26, exposé au Midland Air Museum.

- W.2 : Conçu pour une poussée de 7,12 kN et d'une masse d'environ 385 kg. Les premières versions ne pouvaient produire une poussée supérieure à 4,45 kN sans subir de phénomènes de pompage du compresseur.
- W.2Y : Conçu en mai 1940, ce moteur était doté de chambres de combustion à flux direct. Il n'a jamais été construit.
- W.2B : Unité développée par Rover.
- W.2B/500
- W.2/700 : Équipé d'un nouveau diffuseur de compresseur et d'un rotor amélioré, ce moteur produisait une poussée statique de 8,90 kN à 16 700 tr/min.
- W.2/800
- W.2/850 : Version dotée d'une poussée améliorée, de 11,05 kN à 16 500 tr/min, et d'une masse plus élevée, de 431 kg.
- Rolls-Royce Welland : Version de production de masse du W.2. Sa poussée statique était de 7,12 kN.
- Rolls-Royce Derwent Mk.I : Développement d'une version à flux direct du W.2 original, avec un flux dans le compresseur et la turbine augmenté de 25 %, ce qui augmente sa poussée statique à 8,90 kN.

## Applications
Les appareils suivants ne furent utilisés qu'à des fins d'expérimentations :
- Gloster E.28/39
- F.9/40
- Vickers Wellington

Le W.2B/700 était prévu d'être employé par l'avion de recherches supersoniques Miles M.52. Afin de produire la poussée nécessaire pour le vol supersonique, une nouvelle version de ce moteur fut développée, employant une soufflante carénée entraînée par la turbine, alors désignée « augmenter ». Ce fut là la première apparition d'une architecture qui serait plus tard connue sous le nom de turbofan. L'augmenter no 4 fut monté derrière le moteur, amenant de l'air frais à l'intérieur de canaux entourant le moteur. La puissance fut encore améliorée en amenant l'air au premier système de postcombustion au monde, qui ressemblait en fait beaucoup à un statoréacteur primitif. L'espoir était que cette combinaison entre le W.2/700, le turbofan et la postcombustion permettrait de produire la puissance nécessaire pour l'avion proposé.

## Exemplaires exposés
- Un W.2/700 conservé est exposé au public au Farnborough Air Sciences Trust, à Farnborough.
- Un autre W.2/700 fait partie de la collection de moteurs aéronautiques de Royal Air Force Museum Cosford, à Cosford, dans le Shropshire.
- Un W.2/700 vu en coupe est exposé au Snibston Discovery Museum, à Coalville, au nord-ouest du Leicestershire.
- Un Rover W.2B/26 est visible au Midland Air Museum, sur les extérieurs du village de Baginton, dans le Warwickshire.